# Moira Kelly
Moira Kelly (* 6. März 1968 in New York City) ist eine US-amerikanische Schauspielerin.

## Leben und Leistungen
Kelly wuchs in einer kinderreichen Familie irischer Abstammung auf. Ihr Vater war ein Musiker, ihre Mutter war eine Krankenschwester. Sie absolvierte im Jahr 1986 die Connetquot Senior High School und studierte daraufhin am Marymount Manhattan College.
Kelly spielte ihre erste Rolle in einer Vorstellung des Theaters an ihrer High School. Als professionelle Schauspielerin debütierte sie im Fernsehthriller Labyrinth der Lügen aus dem Jahr 1991. In der Filmbiografie Chaplin trat sie an der Seite von Robert Downey Jr. auf. Im Filmdrama Ein Licht in meinem Herzen (1996) spielte sie die Rolle von Ann Mary Margaret Hawks, der Tochter von Mildred Hawks (Gena Rowlands).
In den Jahren 1999 und 2000 spielte Kelly in der Fernsehserie The West Wing. Für die Hauptrolle der Medienberaterin Mandy Hampton gewann sie im Jahr 2001 als Mitglied des Schauspielerensembles den Screen Actors Guild Award. Für ihre Rolle in der Fernsehserie One Tree Hill, in der sie in den Jahren 2003 bis 2006 spielte, wurde sie im Jahr 2005 für den Teen Choice Award nominiert.
Kelly ist seit dem Jahr 2000 mit Steve Hewitt, einem texanischen Geschäftsmann, verheiratet und hat zwei Kinder.

## Filmografie (Auswahl)
- 1991: Liebe, Lüge, Mord (Love, Lies and Murder)
- 1991: Billy Bathgate
- 1992: Chaplin
- 1992: Twin Peaks – Der Film (Twin Peaks: Fire Walk with Me)
- 1992: Liebe und Eis (The Cutting Edge)
- 1993: Das Kainsmal des Todes (Daybreak, Fernsehfilm)
- 1994: Der König der Löwen (The Lion King, Stimme der erwachsenen Nala)
- 1994: Ein genialer Freak (With Honors)
- 1994: Little Odessa
- 1995: Blood Line (The Tie That Binds)
- 1996: Ein Licht in meinem Herzen (Unhook the Stars)
- 1998: In guten wie in schlechten Tagen (To Have & to Hold, Fernsehserie)
- 1998: Gefährliche Schönheit – Die Kurtisane von Venedig (Dangerous Beauty)
- 1998:  Der König der Löwen 2 – Simbas Königreich (The Lion King II: Simba’s Pride, Stimme von Nala)
- 1999–2000: The West Wing – Im Zentrum der Macht (The West Wing, Fernsehserie)
- 2001: The Safety of Objects
- 2003–2009: One Tree Hill (Fernsehserie)
- 2004: Der König der Löwen 3 – Hakuna Matata (The Lion King 1½, Stimme von Nala)
- 2006: Two Tickets to Paradise
- 2009: Heroes (Fernsehserie)
- 2010: Numbers – Die Logik des Verbrechens (Numb3rs, Fernsehserie)
- 2012: A Smile As Big As the Moon (Fernsehfilm)
- 2012: Taken Back: Finding Haley (Fernsehfilm)
- 2013: Drop Dead Diva (Fernsehserie, Episode 5x08)
- 2017: Deadly Sorority (Fernsehfilm)
- 2018: Girl in the Bunker (Fernsehfilm)
- 2019: Christmas in Louisiana (Fernsehfilm)
- 2019; 2020: Atlanta Medical (Fernsehserie, 3 Episoden)
- 2021: Panic (Fernsehserie, 7 Episoden)
- 2022: My Southern Family Christmas (Fernsehfilm)
- 2023: Citadel (Fernsehserie, 5 Episoden)
- 2025: Love of the Irish (Fernsehfilm)